# Браїлів (село)
Браїлів — село в Україні, у Жмеринському районі Вінницької області. До 2020 орган місцевого самоврядування — Браїлівська селищна рада. Населення становить 378 осіб (станом на 2001 рік). До 2025 року — селище.

## Географія
| Клімат Браїлова         | Клімат Браїлова | Клімат Браїлова | Клімат Браїлова | Клімат Браїлова | Клімат Браїлова | Клімат Браїлова | Клімат Браїлова | Клімат Браїлова | Клімат Браїлова | Клімат Браїлова | Клімат Браїлова | Клімат Браїлова | Клімат Браїлова |
| Показник                | Січ.            | Лют.            | Бер.            | Квіт.           | Трав.           | Черв.           | Лип.            | Серп.           | Вер.            | Жовт.           | Лист.           | Груд.           | Рік             |
| Середній максимум, °C   | −2,4            | −0,8            | 4,2             | 13,2            | 19,6            | 22,6            | 23,9            | 23,5            | 19,4            | 12,5            | 4,9             | 0,1             | 11,7            |
| Середня температура, °C | −5,6            | −4,1            | 0,4             | 8,2             | 14,1            | 17,2            | 18,6            | 18,0            | 14,0            | 8,0             | 2,1             | −2,5            | 7,4             |
| Середній мінімум, °C    | −8,8            | −7,4            | −3,3            | 3,3             | 8,6             | 11,9            | 13,3            | 12,5            | 8,6             | 3,6             | −0,7            | −5              | 3,1             |
| Норма опадів, мм        | 36              | 33              | 31              | 51              | 66              | 94              | 95              | 65              | 50              | 34              | 40              | 41              | 636             |
| ----------------------- | --------------- | --------------- | --------------- | --------------- | --------------- | --------------- | --------------- | --------------- | --------------- | --------------- | --------------- | --------------- | --------------- |
| Джерело:                |                 |                 |                 |                 |                 |                 |                 |                 |                 |                 |                 |                 |                 |

## Історія
12 червня 2020 року, відповідно до Розпорядження Кабінету Міністрів України від № 707-р «Про визначення адміністративних центрів та затвердження територій територіальних громад Вінницької області», увійшло до складу Жмеринської міської громади.
19 липня 2020 року, в результаті адміністративно-територіальної реформи та ліквідації Жмеринського району, село увійшло до складу новоутвореного Жмеринського району.
29 квітня 2025 року віднесене до категорії сіл.

## Населення
Станом на 1989 рік у селі проживали 428 осіб, серед них — 197 чоловіків і 231 жінка.
За даними перепису населення 2001 року у селі проживали 378 осіб. Рідною мовою назвали:
| Мова       | Кількість осіб | Відсоток |
| ---------- | -------------- | -------- |
| українська | 370            | 97,88 %  |
| російська  | 6              | 1,59 %   |
| молдовська | 1              | 0,26 %   |
| гагаузька  | 1              | 0,26 %   |

## Політика
На виборах у селі Браїлів працює окрема виборча дільниця, розташована в приміщенні актового залу ТОВ «Кристал». Результати виборів:
- Парламентські вибори 2002: зареєстровано 320 виборців, явка 78,13 %, найбільше голосів віддано за партію «За єдину Україну!» — 30,80 %, за Блок Віктора Ющенка «Наша Україна» — 25,60 %, за Комуністичну партію України — 18,40 %. В одномандатному окрузі найбільше голосів отримав Олександр Шпак (самовисування) — 26,00 %, за Анатолія Юхимчука (Соціалістична партія України) — 18,40 %, за Володимира Майстришина (самовисування) — 12,00 %[11].
- Вибори Президента України 2004 (перший тур): 238 виборців взяли участь у голосуванні, з них за Віктора Ющенка — 61,34 %, за Олександра Мороза — 15,13 %, за Віктора Януковича — 13,03 %[12].
- Вибори Президента України 2004 (другий тур): 251 виборець взяв участь у голосуванні, з них за Віктора Ющенка — 78,49 %, за Віктора Януковича — 12,75 %[13].
- Вибори Президента України 2004 (третій тур): зареєстровано 305 виборців, явка 80,98 %, з них за Віктора Ющенка — 93,12 %, за Віктора Януковича — 4,86 %[14].
- Парламентські вибори 2006: зареєстровано 298 виборців, явка 77,18 %, найбільше голосів віддано за Соціалістичну партію України — 26,52 %, за Блок Юлії Тимошенко — 22,61 %, за блок «Наша Україна» — 13,48 %[15].
- Парламентські вибори 2007: зареєстровано 297 виборців, явка 67,00 %, найбільше голосів віддано за Блок Юлії Тимошенко — 51,26 %, за Партію регіонів — 12,56 %, за блок Наша Україна — Народна самооборона — 12,06 %[16].
- Вибори Президента України 2010 (перший тур): зареєстровано 293 виборці, явка 74,40 %, найбільше голосів віддано за Юлію Тимошенко — 45,87 %, за Віктора Януковича — 14,22 %, за Арсенія Яценюка — 12,84 %[17].
- Вибори Президента України 2010 (другий тур): зареєстровано 313 виборців, явка 76,36 %, з них за Юлію Тимошенко — 71,13 %, за Віктора Януковича — 23,85 %[18].
- Парламентські вибори 2012: зареєстровано 305 виборців, явка 71,48 %, найбільше голосів віддано за Всеукраїнське об'єднання «Батьківщина» — 49,54 %, за «УДАР» — 16,06 % та Партію регіонів — 15,14 %.[19] В одномандатному окрузі найбільше голосів отримав Віктор Жеребнюк (самовисування) — 31,53 %, за Івана Мельничука (Всеукраїнське об'єднання «Батьківщина») — 31,53 %, за Василя Онопенка (самовисування) — 20,72 %[20].
- Вибори Президента України 2014: зареєстровано 293 виборці, явка 72,70 %, з них за Петра Порошенка — 76,53 %, за Юлію Тимошенко — 11,74 %, за Олега Ляшка — 4,23 %[21].
- Парламентські вибори в Україні 2014: зареєстровано 298 виборців, явка 56,71 %, найбільше голосів віддано за Блок Петра Порошенка — 47,34 %, за «Народний фронт» — 22,49 % та Радикальну партію Олега Ляшка — 7,69 %.[22] В одномандатному окрузі найбільше голосів отримав Іван Мельничук (Блок Петра Порошенка) — 58,93 %, за Володимира Білоівана (Всеукраїнське об'єднання «Батьківщина») проголосували 10,71 %, за Василя Онопенка (самовисування) — 7,14 %[23].